# 부역 (노동)
부역(賦役)이란 국가가 제한된 시간, 대개 1년 중 특정 일수만큼 노동력을 징발하여 공공 사업에 사용하던 제도로, 무보수 무자유 노동의 일종이다. 역역(力役)이나 요역(徭役)이라고도 한다.
부역노동 제도는 동서고금을 막론하고 오랫동안 조세의 일종으로 존재해 왔다. 유럽사에서 코르베(프랑스어: corvée [kɔʁve][*])라는 용어는 중세 및 근대 초기의 유럽의 제도를 가리키는 데 주로 사용되는데, 소작농이 사유지에서 지주를 위해 부역을 하는 의무는 산업 혁명 이전까지 유럽에 널리 퍼져 있었다. 당시에는 봉건 영주가 가신에게, 또는 군주가 신민에게 노동을 요구하는 경우가 많았다.

## 같이 보기
- 대체복무제
- 미타 (노예제)